# Алию, Ибрахим
Ибрахим Алию (англ. Ibrahim Aliyu; 16 января 2002, Кано, Нигерия) — нигерийский футболист, нападающий клуба «Хьюстон Динамо».

## Карьера

### Клубная карьера
В начале 2020 года Алию прошёл просмотр в хорватском клубе «Локомотива Загреб». 8 февраля 18-летний игрок подписал контракт с клубом. Оставшуюся часть сезона 2019/20 он провёл в молодёжной команде «Локомотивы». За первую команду «Локомотивы» в чемпионате Хорватии Алию дебютировал 2 октября в матче против «Истры 1961», выйдя на замену на 72-й минуте вместо Рубена Аккуа. Свой первый гол за «Локомотиву» забил 1 ноября в матче против «Динамо Загреб».
25 апреля 2023 года Алию перешёл в клуб MLS «Хьюстон Динамо», заключив контракт до конца сезона 2025 с опциями продления на сезоны 2026 и 2027. По данным источника, сумма трансфера составила чуть более 2 млн евро. За «Динамо» он дебютировал 10 мая в матче четвёртого раунда Открытого кубка США 2023 против «Спортинга Канзас-Сити», выйдя на замену во втором тайме. 23 мая в матче ⅛ финала кубка против «Миннесоты Юнайтед» забил свой первый гол за «Динамо».

### Международная карьера
В составе сборной Нигерии до 20 лет Алию принял участие в Кубке африканских наций до 20 лет 2019.

## Достижения
Командные
 «Хьюстон Динамо»
- Обладатель Открытого кубка США: 2023

## Статистика выступлений
| Выступление       | Выступление      | Выступление      | Лига | Лига | Кубок | Кубок | Континент | Континент | Прочие | Прочие | Итого | Итого |
| Клуб              | Лига             | Сезон            | Игры | Голы | Игры  | Голы  | Игры      | Голы      | Игры   | Голы   | Игры  | Голы  |
| ----------------- | ---------------- | ---------------- | ---- | ---- | ----- | ----- | --------- | --------- | ------ | ------ | ----- | ----- |
| Локомотива Загреб | HNL              | 2020/21          | 19   | 2    | 2     | 1     | 0         | 0         | —      | —      | 21    | 3     |
| Локомотива Загреб | HNL              | 2021/22          | 34   | 7    | 1     | 1     | —         | —         | —      | —      | 35    | 8     |
| Локомотива Загреб | HNL              | 2022/23          | 26   | 6    | 2     | 1     | —         | —         | —      | —      | 28    | 7     |
| Локомотива Загреб | Итого            | Итого            | 79   | 15   | 5     | 3     | 0         | 0         | —      | —      | 84    | 18    |
| Хьюстон Динамо    | MLS              | 2023             | 24   | 3    | 5     | 3     | 4         | 0         | 4      | 0      | 37    | 6     |
| Хьюстон Динамо    | MLS              | 2024             | 34   | 6    | 1     | 0     | 7         | 0         | 2      | 0      | 44    | 6     |
| Хьюстон Динамо    | Итого            | Итого            | 58   | 9    | 6     | 3     | 11        | 0         | 6      | 0      | 81    | 12    |
| Всего за карьеру  | Всего за карьеру | Всего за карьеру | 137  | 24   | 11    | 6     | 11        | 0         | 6      | 0      | 165   | 30    |

Источники: Transfermarkt, Soccerway, Football Database EU.